# Kuznica
Kuznica, ros. Кузница – ugrupowanie rosyjskich pisarzy proletariackich wyodrębnione w 1920 roku z Proletkultu, mające w swym programie walkę ideologiczną i artystyczną o wzmocnienie dyktatury proletariatu, kult pracy i kolektywizmu oraz potępienie futuryzmu i symbolizmu. W 1931 roku grupę wchłonęło Rosyjskie Stowarzyszenie Pisarzy Proletariackich, a w 1932 roku została rozwiązana. Do grupy należał m.in.: Michaił Gierasimow, Aleksiej Nowikow-Priboj, Gieorgij Nikiforow, Aleksandr Niewierow, Władimir Bill-Biełocerkowski.